# ジュリー・ボーウェン
ジュリー・ボーウェン（Julie Bowen,  1970年3月3日 - ）は、アメリカ合衆国の女優、声優である。

## 来歴
1970年、メリーランド州ボルチモアに生まれる。地元ボルチモアの学校へ通ったのち、ロードアイランド州ニューポートへ移り、同州のブラウン大学へ進学。同大学在学中に学生演劇の舞台に立ち、1992年にインディーズ映画『Five Spot Jewel』へ出演して女優としてのキャリアをスタートさせた。その後、次第にテレビドラマなどへも出演するようになり、テレビドラマシリーズの『ER緊急救命室』やテレビ映画『地球最後の男』などへ出演。
2000年代に入ると更に精力的に女優活動を重ね、様々な作品へ出演している。2009年からはテレビドラマシリーズ『モダン・ファミリー』におけるレギュラーキャストとして出演しており、同作品の演技が高い評価を受け、2011年と2012年にはプライムタイム・エミー賞を受賞したほか、2011年から2014年までの間には同作品の他のキャストらと共に全米映画俳優組合賞のアンサンブル賞を受賞している。

### 私生活
2004年に不動産関係の仕事をするスコット・フィリップスと結婚。2007年に第一子が生まれ、2009年には双子が生まれている。

## 出演作品

### 映画
- Five Spot Jewel (1992)
- Where Are My Children? (1994)
- Confessions of a Sleep Addict (1996)
- 俺は飛ばし屋 プロゴルファー・ギル Happy Gilmore (1996)
- クローンズ Multiplicity (1996)
- ファングルフ/月と心臓 An American Werewolf in Paris (1997)
- 地球最後の男 The Last Man on Planet Earth (1999)
- You're Killing Me... (2001)
- Amy's Orgasm (2001)
- Venus and Mars (2001)
- リーマン・ジョー! Joe Somebody (2001)
- Stella Shorts 1998-2002 (2002) ※ビデオ作品
- Kids in America (2005)
- Partner(s) (2005)
- セックス・カウントダウン Sex and Death 101 (2007)
- Crazy on the Outside (2010)
- Conception (2011)
- ジャンピング・ザ・ブルーム 恋と嵐と結婚式 Jumping the Broom (2011)
- モンスター上司 Horrible Bosses (2011)
- Knife Fight (2012)
- ヒュービーのハロウィーン Hubie Halloween (2020)

### アニメ映画
- プレーンズ2/ファイアー&レスキュー Planes: Fire & Rescue (2014)

### テレビドラマ
- Lifestories: Families in Crisis (1993)
- Class of '96 (1993)
- アカプルコヒート Acapulco H.E.A.T. (1993)
- Rebel Highway (1994)
- Extreme (1995)
- サンフランシスコの空の下 Party of Five (1996)
- ストレンジ・ラック Strange Luck (1996)
- Three (1998)
- ER緊急救命室 ER (1998 - 1999)
- Oh Baby (2000)
- ドーソンズ・クリーク Dawson's Creek (2000)
- エド Ed (2000 - 2004)
- Jake in Progress (2005)
- ボストン・リーガル Boston Legal (2005 - 2008)
- LOST Lost (2005 - 2007)
- Wainy Days (2007)
- Weeds ママの秘密 Weeds (2008)
- LAW & ORDER:性犯罪特捜班 Law & Order: Special Victims Unit (2008)
- 名探偵モンク Monk (2009)
- モダン・ファミリー Modern Family (2009 - 2014)

### テレビアニメ
- ジャスティス・リーグ Justice League (2002)
- Scooby-Doo! Mystery Incorporated (2011)

## 参照
1. ↑  Hamm, Liza (2007年4月11日). “Boston Legal’s Julie Bowen Has a Boy”. People (Time Inc) 2014年8月30日閲覧。
2. ↑  Leon, Anya (2011年8月29日). “Julie Bowen: I Wanted One Baby – Not Two!”. People (Time Inc) 2014年8月30日閲覧。